# Поповский сельский совет (Карловский район)
Поповский сельский совет (укр. Попівська сільська рада) — входит в состав
Карловского района
Полтавской области
Украины.
Административный центр сельского совета находится в 
с. Поповка.

## Населённые пункты совета
- с. Поповка